# Philipp Stachula
Philipp Stachula (* 14. Oktober 1987 in Zawiercie) ist ein deutscher Basketballtrainer und ehemaliger -spieler. Er ist seit 2022 als hauptamtlicher Nachwuchstrainer beim TSV Bayer 04 Leverkusen tätig.

## Spielerlaufbahn
Der in Polen geborene Stachula entstammt der Nachwuchsabteilung des SVD 49 Dortmund, für dessen Herrenmannschaft er in der Saison 2006/07 in der 2. Basketball-Bundesliga spielte. 2007 wechselte der 1,85 Meter messende Aufbauspieler zu den Hertener Löwen, die er in der 2. Bundesliga beziehungsweise ab 2008 in der 2. Bundesliga ProB verstärkte. In Herten fungierte er als Mannschaftskapitän.
Nach zwei Jahren Herten wurde Stachula 2009 von den Cuxhaven BasCats unter Vertrag genommen, mit den Niedersachsen wurde er im Spieljahr 2009/10 Vizemeister der 2. Bundesliga ProA. Zur Saison 2010/11 veränderte er sich innerhalb der ProA zum BV Chemnitz 99 und trug bis 2013 die Farben der sächsischen Mannschaft. In der Saison 2013/14 stand Stachula in Diensten der Paderborn Baskets (ebenfalls 2. Bundesliga ProA).
2014 wechselte er zum BBC Magdeburg in die 2. Bundesliga ProB und wurde dort Mannschaftskapitän. Im Januar 2015 zog er sich einen Kreuzbandriss zu. Diese Verletzung bedeutete das Ende seiner Karriere als Spieler.

## Trainerlaufbahn
Stachula kehrte 2015 nach Dortmund zurück und übernahm beim TVE Dortmund-Barop das Traineramt bei der U18-Mannschaft. Im Sommer 2016 trat er den Trainerposten bei der Spielgemeinschaft Metropol Baskets Ruhr in der Jugend-Basketball-Bundesliga an und wurde gleichzeitig Co-Trainer beim ETB Essen in der 2. Bundesliga ProA.
Im Februar 2018 übernahm Stachula den Cheftrainerposten der mittlerweile in der 2. Bundesliga ProB spielenden Essenern, nachdem man sich zuvor von Igor Krizanovic getrennt hatte. Stachula führte den vom Absturz in die Regionalliga bedrohten ETB in der ProB-Abstiegsrunde zum Klassenerhalt. In der Saison 2018/19 wurde seiner Essener Mannschaft während des Spieljahres die Lizenz entzogen, zu diesem Zeitpunkt lag man auf dem letzten Tabellenplatz. In der Sommerpause 2019 übernahm Stachula das Traineramt bei der Spielgemeinschaft Bonn/Rhöndorf in der Nachwuchs-Basketball-Bundesliga (NBBL), er erhielt in der Jugendabteilung des Bundesligisten Telekom Baskets Bonn eine hauptamtliche Trainerstelle.
Im Sommer 2022 wechselte er als hauptamtlicher Nachwuchstrainer zum TSV Bayer 04 Leverkusen. Des Weiteren wurde er Co-Trainer in Leverkusens Herrenmannschaft.